# Animal Rights Militia
Animal Rights Militia (ARM) er et navn som bruges af dyreretsaktivister som er villige til at bruge aktiv handling som kan bringe menneskeliv i fare.

## Aktiv handling
ARM dukkede op i Storbritannien i 1980'erne da nogle dyreretsaktivister ændrede fokus fra demonstrationer til aktiv handling, deriblandt vold, trusler og ødelæggelse af ejendom.  I 1982 blev der sendt brevbomber til Margaret Thatcher, daværende premierminister, underskrevet af Animal Rights Militia.  Derefter hørte man ikke fra gruppen i fire år, og Peter Singer skrev i sit essay "The Animal Liberation Movement" en bemærkning om at gruppen måske slet ikke eksisterede. 
I 1986 tog ARM ansvaret for at have sendt brevbomber til personer involveret i vivisektion, og i 1994 satte ARM aktivister ild til butikker på Isle of Wight, og ødelagde for 6 millioner dollars. Barry Horne blev efterfølgende idømt 18 års fængsel for brandangrebene, han døde i fængslet i 2001 under en sultestrejke. Robin Webb, som administrerer Animal Liberation Press Office i Storbritannien, undgik kun lige at blive sigtet for sammensværgelse. 
ARM blev bredt kendt i den britiske offentlighed i Storbritannien i december 1998, under en af Horne's tidligere sultestrejker, som varede 68 dage — i protest mod at den britiske regering nægtede at nedsætte et udvalg som skulle undersøge dyreforsøg — da ARM truede med at myrde en række personer involveret i vivisektion hvis Horne døde.[kilde mangler]
De truede var Colin Blakemore fra Medical Research Council; Clive Page fra King’s College, London, en professor i lungefarmokologi og formand for dyreforsøgsgruppen British Biosciences Federation; Mark Matfield fra Research Defence Society; og Christopher Brown, ejer af Hillgrove Farm i Oxfordshire, som avlede katte til laboratorieforsøg.
Webb har antydet at ARM og ALF aktivister, såvel som aktivister fra en tredje voldelig gruppe, Justice Department, muligvis er de samme mennesker. Han har sagt: "Hvis nogen ønsker at handle på vegne af Animal Rights Militia eller Justice Department? Så gælder ALF's tredje regel [at tage alle fornuftige forholdsregler mod at bringe liv i fare] ganske enkelt ikke længere." 

## Gladys Hammond
ARM tog ansvaret  for at fjerne Christopher Halls svigermors lig fra en grav. Hall var medejer af Darley Oaks Farm som avlede marsvin til Huntingdon Life Sciences, og som havde været målet for en dyreretskampagne kaldet Save the Newchurch Guinea Pigs. Gladys Hammond's krop blev fjernet i oktober 2004 fra en kirkegård i Yoxall, Staffordshire og blev fundet begravet på en skovstrækning 2. maj 2006. 
12. maj 2006 rapporterede The Guardian om at fire personer var blevet arresteret for at have medvirket til gerningen, som avisen beskrev som "en seks-årig hadekampagne" som indbefattede brevbomber, hærværk og gravrøveri. Dommeren beskrev gruppens handlinger som "at underkaste fuldstændigt uskyldige borgere for en terrorkampagne."  Kampagnen indbefattede også hadebreve underskrevet Animal Rights Militia og Animal Liberation Front.  De dømte var Jon Ablewhite, 36, John Smith, 39 og Kerry Whitburn, 36, som blev idømt 12 års fængsel og Josephine Mayo, 38, idømt fire års fængsel 

## Fodnoter
1. ↑  Singer, Peter. "The Animal Liberation Movement".
2. ↑  Best, Steven. (ed) Terrorists or Freedom Fighters, 2004.
3. ↑  "Staying on Target and Going the Distance" Arkiveret 23. juni 2006 hos  Wayback Machine, et interview med Robin Webb, No Compromise, udgave 22.]
4. ↑  Britten, Nick. "Years of hate that wore down family's resolve", Daily Telegraph, 24. august 2005.
5. ↑  "Hammond police discover remains", BBC News, 3. maj 2006.
6. 1 2  Morris, Steven, Ward, David, & Butt, Riazat. "Jail for animal rights extremists who stole body of elderly woman from her grave", The Guardian, 12. maj 2006